# 59-та вулиця (Мангеттен)
59-та вулиця (англ. 59th Street) — перехресна вулиця в боро Нью-Йорка Мангеттен, що тягнеться від Йорк-авеню та Саттон-плейс на східній стороні Манхеттена до Вест-Сайд-Хайвей на Вест-стріт. Триквартальна ділянка між Колумбус-Серкл і Гранд-Армі-Плаза відома як Централ-парк-саут, оскільки вона утворює південний кордон Центрального парку. Між Дев'ятою авеню/Колумбус-авеню та Коламбус-Серкл, де розташований Центр Тайм-Ворнер, є проміжок на вулиці. У той час як Central Park South є двосторонньою вулицею, більша частина 59-ї вулиці має односторонній рух.
59-та вулиця утворює кордон між Мідтауном і Верхнім Манхеттеном. На північ від 59-ї вулиці райони Верхній Вест-Сайд і Верхній Іст-Сайд продовжуються по обидві сторони Центрального парку. На Вест-Сайді пронумеровані авеню Мангеттена перейменовано на північ від 59-ї вулиці: Восьма авеню (на Коламбус-Серкл) стає заходом Центрального парку; Дев'яту авеню перейменовано в Колумбус-авеню; Десята авеню перейменована в Амстердам-авеню; а Одинадцята авеню стає Вест-Енд-авеню.

## Історія
59-та вулиця була створена згідно з планом комісарів 1811 року як одна з другорядних вулиць Мангеттена, що простягаються зі сходу на захід. Назва «59-та вулиця» спочатку застосовувалася до всієї вулиці між річками Гудзон і Іст-Рівер. Адреси півдня Центрального парку повторює адреси колишньої захід 59-та вулиця.